# Ministerio de Educación y Cultura (Finlandia)
El Ministerio de Educación y Cultura (en finés: opetus- ja kulttuuriministeriö (OKM); en sueco: undervisnings- och kulturministeriet) es uno de los doce ministerios de Finlandia. Prepara leyes y supervisa la administración de asuntos relacionados con la educación (como guarderías, escuelas y universidades) y la cultura (como museos, bibliotecas y artes) así como con el deporte, la ciencia y la juventud. Además es responsable de la ayuda financiera a los estudiantes, relación con comunidades religiosas y los derechos de autor. La actual Ministra de Educación es Anna-Maja Henriksson y la Ministra de Ciencia y Cultura es Sari Multala.

## Historia
El Ministerio de Educación y Cultura es uno de los ministerios más antiguos de Finlandia. La institución responsable de la educación y la cultura ha estado en la administración finlandesa desde los inicios de su autonomía, aunque su nombre ha cambiado varias veces a medida que ha disminuido la participación de los asuntos eclesiásticos en las labores del ministerio. Originalmente, comenzó como el Departamento Eclesiástico en 1809, cuando el Gran Ducado de Finlandia fue una parte autónoma del Imperio Ruso y desde 1917, Departamento de Asuntos Eclesiásticos y Educativos. En 1918, cuando el Senado de Finlandia se transformó en el gobierno finlandés y los departamentos se organizaron en ministerios, adoptó el nombre de Ministerio de Asuntos de la Iglesia y de la Educación. En 1922, el nombre se redujo a Ministerio de Educación.
Con la cercanía de los 200 años del ministerio, en 1 de mayo de 2010, se cambió el nombre a Ministerio de Educación y Cultura para reflejar mejor las atribuciones y actividades actuales del Ministerio. Desde 2017, está separado en las carteras de educación y de cultura.